# Flyme (Villa Air)
Flyme, що діє як Villa Air, — мальдівська авіакомпанія зі штаб-квартирою в Мале, яка здійснює регулярні та чартерні перевезення по аеропортам Мальдівської Республіки. Є дочірнім підприємством транспортного холдингу Villa Group.
Компанія була заснована 14 березня 2011 року, комерційну діяльність розпочала 1 жовтня того ж року.

## Маршрутна мережа
Авіакомпанія Flyme виконує щоденні рейси між столичним аеропортом і міжнародним аеропортом Вілла, а також щотижневі рейси з дев'яти маршрутах всередині Республіки:
- Мале — міжнародний аеропорт імені Ібрагіма Насіра
- Тіладумматі — аеропорт Ханімаду
- Баа — аеропорт Дхаравандхоо
- Арі — міжнародний аеропорт Вілла хаб
- Лааму — аеропорт Кадхоо
- Гаафу-Аліф — аеропорт Кооддоо
- Гаафу-Дхаалу — аеропорт Каадедхоо
- Гнавійані — аеропорт Фувахмулах
- Сііну (Адду) — міжнародний аеропорт Ган

## Флот

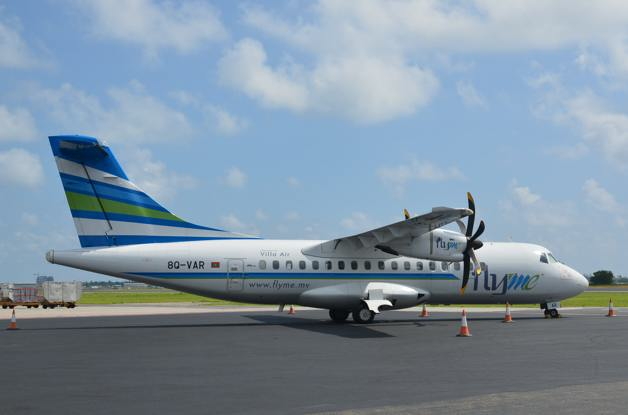
ATR-42 авіакомпанії Flyme

В листопаді 2013 року повітряний флот авіакомпанії Flyme становили наступним літаки з середнім віком 7,7 року: